# Serena Deeb
Pour les articles homonymes, voir Deeb.
Serena Deeb (née le 29 juin 1986 à Oakton (Virginie)) est une catcheuse (lutteuse professionnelle) américaine. Elle travaille actuellement à la All Elite Wrestling, sous le même nom. 
Elle est principalement connue pour son travail à la World Wrestling Entertainment durant l'année 2010, où elle faisait partie de la Straight Edge Society commandée par CM Punk.
Elle est également connue pour son travail à l'Ohio Valley Wrestling, où elle remporte le championnat féminin de la OVW à six reprises. Elle a aussi remporté une fois le titre de Reine de la FCW, lors de l'édition 2009 de ce tournoi annuel.

## Jeunesse
Deeb s'intéresse au catch dès l'enfance, elle est notamment fan de Shawn Michaels, Triple H et Chyna. Elle joue au football au lycée et après son diplôme de fin d'études secondaires, elle entre à l'Université du Sud-Est de l'Indiana (en) où elle obtient en 2008 deux bachelors, un en arts et l'autre en espagnol, tout en commençant sa carrière de catcheuse.

## Carrière

### Ohio Valley Wrestling (2005-2009)
Deeb commence son entraînement à l'école de catch de l'Ohio Valley Wrestling (OVW), une fédération de catch du Kentucky, en mars 2005. Elle y fait son premier match le 5 novembre où avec Fuji Cakes elle perd un match par équipe face à Beth Phoenix et Shelly Martinez.
Elle commence à faire plus d'apparitions à l'OVW au cours de l'été 2006 et a une rivalité avec O.D.B. qui donne lieu à un match par équipe mixte le 11 août où Serena et Shawn Spears l'emportent sur O.D.B. et Charles Evans. Elle participe lors des enregistrements de l'émission de l'OVW du 9 septembre à une bataille royale où O.D.B. conserve son titre de championne féminine. Elle remporte finalement le titre le 13 septembre (au cours des enregistrements de l'émission du 16) après sa victoire dans un Four-way match comprenant aussi Beth Phoenix et Katie Lea. Ce règne prend fin le 4 octobre au cours de l'émission du 7 après sa défaite face à Beth Phoenix.
En 2007, elle fait principalement des matchs avant l'enregistrement de l'émission hebdomadaire de l'OVW et obtient un match de championnat face à Roucka le 29 septembre où cette dernière conserve son titre,.
Le 23 mai 2008, elle remporte pour la deuxième fois le championnat féminin de l'OVW après sa victoire sur Josie (en) avant de perdre ce titre face à cette dernière le 2 juillet (au cours de l'enregistrement de l'émission télévisé du 5) et de le récupérer le même jour,. Ce troisième règne se termine deux semaines plus tard au cours de l'enregistrement de l'émission du 19 juillet par sa défaite dans un match à handicap face à Josie et Melody qui deviennent co-championnes et le même jour elle bat Reggie (qui est devenue entre-temps championne féminine) et devient pour la quatrième fois championne de l'OVW. Le lendemain, elle participe à un spectacle de la Derby City Wrestling où à la suite de sa défaite face à The Baroness elle perd le titre mais elle le récupère juste après dans un match revanche.

### SHIMMER Women Athletes (2006-2013)
Elle commence à apparaître à la Shimmer Women Athletes (SHIMMER), une fédération exclusivement féminine, le 21 mai 2006 au cours de l'enregistrement de SHIMMER Volume 5 et SHIMMER Volume 6 où elle perd dans un premier temps face à Amber O'Neal avant de prendre sa revanche face à cette dernière,. Le 22 octobre, elle retourne à la SHIMMER pour l'enregistrement de SHIMMER Volume 7 où avec Portia Perez elle perd face à Lexie Fyfe (en) et Malia Hosaka.

### World Wrestling Entertainment (2009-2010)

#### Florida Championship Wrestling (2009-2010)
Au début de juillet 2009, elle signe un contrat avec la World Wrestling Entertainment. Elle est envoyée en club-école à la FCW.
Le 3 septembre, elle remporte le titre de Queen of FCW face à Savannah. Elle perd sa couronne le 4 février 2010 contre AJ Lee. Lors des enregistrements de la FCW le 29 avril, elle se qualifie en demi-finale pour le Championnat des Divas de la FCW en battant Aksana. Elle bat AJ Lee et se qualifie pour la finale face à Naomi Night.
Le 10 juin 2010, elle perd lors de la finale pour déterminer la première Championne des Divas de la FCW.

#### SmackDown, alliance avec CM Punk et renvoi (2010)
Le 22 janvier 2010, Serena apparait à SmackDown où elle se fait raser les cheveux par CM Punk (le gimmick de ce dernier étant celui d'un purificateur qui rasait les cheveux des gens qu'il choisissait). Elle devient par la suite l'une des membres de la Straight Edge Society, le clan de Punk qui composait également Luke Gallows (Joey Mercury rejoignit également l'équipe par la suite). Elle managera Punk ou les autres membres de l'équipe à de multiples reprises (notamment à WrestleMania et à SummerSlam).
Le 20 août, elle bat Kelly Kelly dans son premier match à la WWE. Après avoir battu The Big Show et Kelly avec Gallows dans un match mixte, elle est renvoyée de la WWE pour avoir cassé son personnage en public (son renvoi ne fut pas annoncé immédiatement, car elle apparaissait en tant que manageuse de Punk lors d'un SmackDown pré-enregistré et alors non-diffusé).
Elle devait apparaître dans SmackDown vs. Raw 2011, mais en raison de son renvoi la WWE l'a supprimé au dernier moment.

### Ring of Honor (2010)
Elle commence sa carrière à la ROH à Final Battle 2010, où elle et Sara Del Rey battent Daizee Haze et Awesome Kong.

### Women Superstars Uncensored (2011-2015)
Le 12 août, Serena annonce sur Diva Dirt qu'elle affrontera Melina à Women Superstars Uncensored dans un Pay-per-view nommé Breaking Barriers, le 19 novembre 2011. Cependant fin octobre elle annonce qu'elle ne pourra pas lutter à cause d'une blessure mais malgré cela Melina pourra toujours catcher lors de cette soirée.

### Total Nonstop Action Wrestling (2013-2015)
Le 6 septembre 2013, elle revient à la TNA pour One Night Only: Knockouts Knockdown ou elle perd contre Mickie James.
Après un an d'absence, elle revient en juillet 2015, ou elle fait équipe avec James Storm pour perdre contre Magnus et Mickie James.

### Retour à la World Wrestling Entertainment (2017-2020)
Elle fait son retour à la WWE pour participer au Mae Young Classic sous le nom de Serena Deeb.
Lors du premier tour le 13 juillet 2017, elle élimine Vanessa Borne. Le 14 juillet lors du deuxième tour, elle est éliminée par Piper Niven.
Le 8 février 2018, elle signe un contrat avec la WWE comme coach au WWE Performance Center.
Le 15 avril 2020, la World Wrestling Entertainment annonce son licenciement en raison des restrictions d'effectif dues à la crise de COVID-19 dans le monde.

### All Elite Wrestling (2020-...)

#### Championne du monde de la NWA (2020-2021)
Le 2 septembre 2020 à Dynamite, elle fait ses débuts à la All Elite Wrestling dispute son premier match, mais perd face à la championne du monde de la NWA, Thunder Rosa. Le 22 septembre, elle signe officiellement avec la compagnie.
Le 27 octobre à UWN Primetime Live, elle devient la nouvelle championne du monde de la NWA en prenant sa revanche sur la Mexicaine et remporte le titre pour la première fois de sa carrière.
Le 5 mars 2021, elle annonce être blessée à la jambe gauche et doit s'absenter pendant deux mois et demi.
Le 19 mai à Dynamite, elle fait son retour de blessure et conserve son titre en battant Red Velvet. Le 6 juin à NWA When Our Shadows Fall, elle ne conserve pas sa ceinture, battue par Kamille, ce qui met fin à un règne de 222 jours.

#### Diverses rivalités (2021-...)
Le 6 octobre à Dynamite, elle perd face à Hikaru Shida. Après le combat, elle effectue un Heel Turn, car elle attaque son adversaire et la blesse à la jambe.
Le 29 mai 2022 à Double or Nothing, elle ne remporte pas le titre mondial féminin de la AEW, battue par Thunder Rosa.
Le 30 novembre 2023, il est révélé qu'elle a dû s'absenter des rings pendant des mois, car elle a souffert de crises d'épilepsie, mais est prête à faire son retour.
Le 27 janvier 2024 à Collision, elle fait son retour après 15 mois d'absence, en tant que Face, et bat Robyn Renegade par soumission.
Le 26 mai à Double or Nothing, elle ne remporte pas le titre mondial féminin, battue par "Timeless" Toni Storm.
Le 14 septembre à Collision, elle perd face à Yuka Sakazaki. Après la victoire de Queen Aminata sur Robyn Renegade, elle effectue un Heel Turn, car elle porte sa soumission sur la seconde catcheuse en guise de frustration pour sa défaite.

## Palmarès
- Florida Championship Wrestling
  - 1 fois Queen of FCW

- International Catch Wrestling Alliance
  - 1 fois ICWA European Women's Championship[34]

- Memphis Championship Wrestling
  - 1 fois MCW Women's Championship[35]

- National Wrestling Alliance
  - 1 fois Championne du monde féminine de la NWA

- Ohio Valley Wrestling
  - 6 fois OVW Women's Championship[36]

## Récompenses des magazines
- Pro Wrestling Illustrated

| Année | 2009 | 2010 | 2011 | 2012 à 2020 | 2021 | 2022 | 2023        | 2024 |
| ----- | ---- | ---- | ---- | ----------- | ---- | ---- | ----------- | ---- |
| Rang  | 40   | 30   | 16   | Non classée | 11   | 77   | Non classée | 113  |